# Дидона
Дидо́на (лат. Dido, др.-греч. Δειδώ), Элисса (др.-греч. Ἔλισσα), Фиоссо (др.-греч. Θειοσσώ) (конец IX века до н. э.) — царица, легендарная основательница Карфагена, возлюбленная Энея, совершившая самосожжение после его отъезда.

## Мифы
Возможно, на образ Дидоны повлияли представления о финикийских богинях, и её после смерти обожествили под именем Танит.
Дочь Бела (Данте называет его Агенором).
По Вергилию, сестра Пигмалиона и Анны, жена Сихея (согласно Сервию, правильное написание этих имён: дочь Мета, жена Сикарба; ср. Маттан I и Акербант).
После смерти мужа бежала в Ливию. Сделала остановку на Кипре, похитив около 80 девушек. Иосиф Флавий, со слов тирского историка Менандра, сообщает, что бегство Элиссы произошло на седьмом году правления Пигмалиона.

### Основание Карфагена
Основала Карфаген, выведя население из Тира.
По сообщению анонима, ссылающегося на Тимея, Элисса по прибытии в Ливию местными жителями была прозвана Дидоной (др.-греч. Δειδώ) из-за того, что проделала долгий путь. В более позднем греческом словаре с финикийского имя тирийской царевны переводится как «блуждающая» (πλανῆτις). В первой испанской хронике «Estoria de Espanna» (1282 или 1284), подготовленной королём Альфонсо X на основе латинских источников, сообщается, что Дидона-Элисса была дочерью тирского царя Картона и сестрой Пигмалиона, женой своего дяди Асерба или Асерва, жреца храма Геракла. Согласно современным учёным, имя Элисса означает «киприотка» — от древнего названия Кипра Алашия.
Вначале она основала карфагенскую цитадель Бирсу (см. Задача Дидоны — по договору с местным царём Иарбантом она купила столько земли, сколько может покрыть воловья шкура — Дидона изрезала шкуру на ремешки и обняла ею целую гору), охватив 22 стадия. Предание об основании Карфагена изложено также у Вергилия и Юстина, под именем Элиссы Дидона упоминается у Солина Полигистора и Веллея Патеркула.
По Трогу и Юстину датой основания Карфагена считается 826—825 годы до н. э., причём второе имя Элиссы (Дидона) не названо. По Тимею Элисса, прозванная Дидоной ливийцами, основала город в 814 году до н. э. По Сервию, который, возможно, принял версию Катона, дата основания 824—823 годы до н. э., а Дидона получила своё имя от карфагенян уже после своей гибели.

### Дидона и Эней

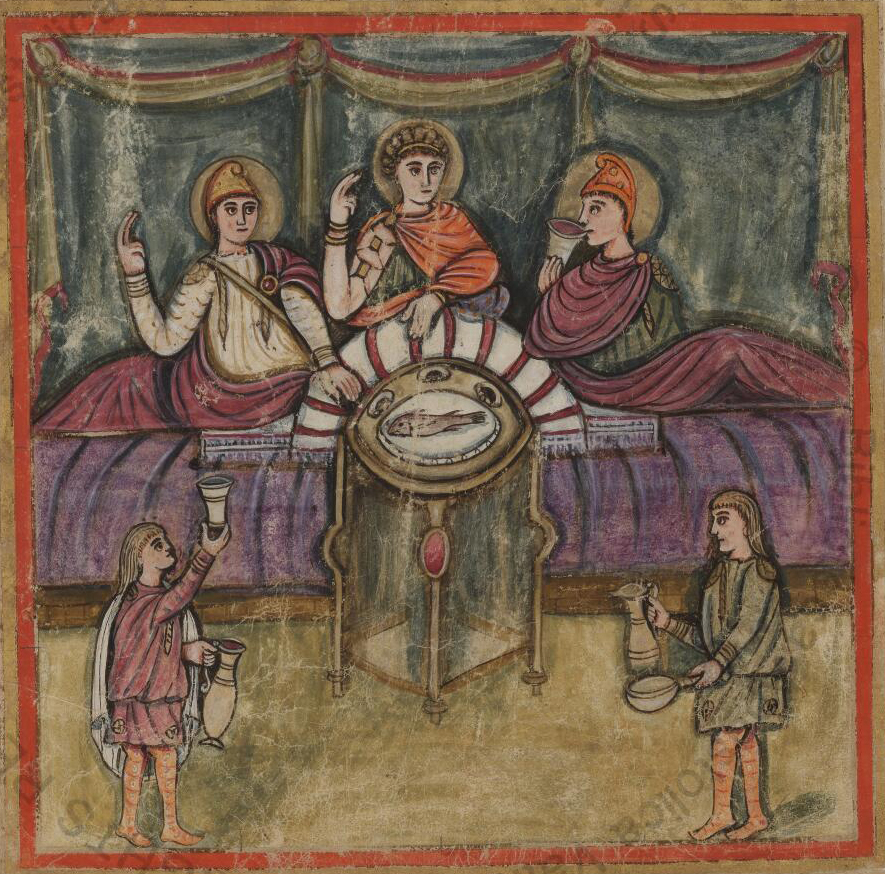
Пир Энея и Дидоны. Миниатюра из рукописи Vergilius Romanus. V век н. э.

Согласно распространённому мифу, Дидона была влюблена в Энея, чем оскорбила память своего мужа Сихея и Креусы, жены Энея. Покончила жизнь самоубийством из-за измены Энея, бросившись на меч. По другой версии, царь Ярба хотел на ней жениться, угрожая войной, тогда она бросилась на меч. По сообщению анонимного источника, ссылающегося на Тимея, под предлогом проведения обряда освобождения от клятвы, разожгла большой костёр и бросилась в него.
По легенде Эней встретил её в Аиде. Овидий сочинил письмо Дидоны Энею (Героиды, VII).

## В искусстве

### Живопись
- В Средневековье часто изображалась на свадебных сундуках-кассони[17]
- 1495—1500 — «Дидона», картина Мантеньи из собрания Монреальского музея изящных искусств
- 1815 — «Дидона, основательница Карфагена», картина Уильяма Тёрнера

### В литературе
- Задача Дидоны упоминается Робертом Музилем в романе «Человек без свойств».
- Упоминается Данте Алигьери в разделе Ад в «Божественной комедии».
- 1555 — «Самопожертвование Дидоны», трагедия Этьена Жоделя
- 1594 — «Дидона, царица Карфагенская», трагедия Кристофера Марло
- 1636 — «Дидона», трагедия Жоржа де Скюдери
- 1769 — «Дидона», трагедия Якова Княжнина
- 1842 — «Энеида», поэма И. П. Котляревского
- 1969 — «Дидона и Эней», стихотворение Иосифа Бродского
- 2009 — Джо Грэм. «Черные корабли». Исторический роман в духе «Тезея» Мэри Рено.

### В музыке
- 1641 — «Дидона», опера Франческо Кавалли
- 1689 — «Дидона и Эней», опера Генри Пёрселла
- 1693 — «Дидона», опера Анри Демаре
- 1696 — «Безумная Дидона», драматическая опера Алессандро Скарлатти
- 1714 — «Эней и Дидона», опера Андре Кампра
- 1740 — «Покинутая Дидона», опера Бальдассаре Галуппи
- 1742 — «Покинутая Дидона», опера Иоганна Хассе
- 1747 — «Покинутая Дидона», опера Никколо Йомелли
- 1783 — «Дидона», опера Никколо Пиччини
- 1770 — «Покинутая Дидона», опера Никколо Пиччини
- 1762 — «Покинутая Дидона», опера Джузеппе Сарти
- 1823 — «Покинутая Дидона», опера Саверио Меркаданте
- 1860 — «Троянцы», опера Гектора Берлиоза

### Прочее
В честь Дидоны назван астероид (209) Дидона, открытый в 1879 году.
Изображения Дидоны (Элиссы) имеется на банкноте в 10 Тунисских динаров и на монете в 1 Тунисский динар.
В 2019 году в её честь назван новый вид пауков: Nemesia dido.

### Видеоигры
- Resident Evil: Revelations — затонувший корабль-призрак назван в честь королевы Дидоны.
- Sid Meier’s Civilization V и Civilization VI — Дидона появляется в обоих частях как правительница Карфагена.